# Секция общих дел Государственного секретариата Ватикана
Се́кция о́бщих дел или Отдел по общим делам (лат.  Sectio de generalibus negotiis) — подразделение Государственного секретариата Римской курии, ведающее делопроизводством Святого Престола и вопросами текущего управления Ватиканом.

## Компетенция
Согласно статьям 41, 43 и 44 апостольской конституции «Pastor Bonus» , Секция общих дел, или Первая секция Государственного секретариата координирует деятельность Римской курии, обеспечивая её делопроизводство, как то: регулирует межведомственную переписку учреждений и служб Святого Престола; разбирает вопросы, превышающие компетенцию отдельных ведомств Курии, либо находящиеся в компетенции нескольких из этих ведомств (в этом случае выполняет также функции согласительной комиссии). Первая секция определяет функции и направляет действия представителей понтифика, в том числе папских легатов и нунциев; к предмету ведения Первой секции относится всё, что связано с пребыванием дипломатического корпуса при Святом Престоле. Однако, вопросы собственно международных отношений поручены Второй секции, то есть Секции отношений с государствами (лат.  Sectio pro relationis cum civitatibus). Статья 42 конституции «Pastor bonus» относит к исключительной компетенции Секции общих дел составление, редактирование и рассылку официальных документов Святого Престола (в том числе конституций, посланий, булл). Первая секция регистрирует и рассылает акты о назначении на должности при Святом Престоле. В подчинении секции общих дел находится информационная служба Sala Stampa, которая занимается обнародованием энциклик и предоставляет другим информационным агентствам мира информацию о деятельности папы и Римско-католической Церкви. Совместно со Второй секцией Государственного секретариата курирует работу периодических изданий, радиостанции и телевизионного центра Ватикана. В структуре Секции общих дел находится Статистическая служба, публикующая ежегодный статистический отчёт Annuario pontificio.

## Руководство
Секция общих дел возглавляется заместителем Государственного секретаря по общим делам. Эту должность может занимать только иерарх в сане, не ниже архиепископского. У него имеется помощник — асессор по общим делам; должность асессора также может занимать только прелат. Должности заместителя и асессора общих дел были официально введены в 1814.

### Заместители Государственного секретаря Святого Престола по общим делам
- монсеньор Франческо Капаччини — (1831 — 1837, в отставке);
- монсеньор Винченцо Сантуччи — (26 февраля 1844 — 11 июля 1850 — назначен секретарём Священной Конгрегации чрезвычайных церковных дел);
- архиепископ Джузеппе Берарди — (10 апреля 1851 — 13 марта 1868 — возведён в достоинство кардинала-священника);
- монсеньор Серафино Кретони — (19 сентября 1879 — 16 ноября 1880 — назначен секретарём Священной Конгрегации Пропаганды Веры по секции восточных обрядов);
- монсеньор Луиджи Паллотти — (16 ноября 1880 — 29 октября 1882 — назначен секретарём Священной Конгрегации чрезвычайных церковных дел);
- архиепископ Марио Моченни (18 октября 1882 — 16 января 1893 — возведён в достоинство кардинала-священника);
- монсеньор Аристиде Ринальдини (31 мая 1893 — 18 августа 1896 — назначен апостольским нунцием в Бельгии)
- монсеньор Луиджи Трипепи (1 октября 1896 — 15 апреля 1901 — возведён в достоинство кардинала-священника);
- монсеньор Джакомо делла Кьеза — (23 апреля 1901 — 18 декабря 1907 — назначен архиепископом Болоньи);
- монсеньор Никола Канали — (21 марта 1908 — 24 сентября 1914 — назначен секретарём Священной Конгрегации Церемониала);
- монсеньор Федерико Тедескини — (24 сентября 1914 — 31 марта 1921 — назначен апостольским нунцием в Испании);
- монсеньор Джузеппе Пиццардо — (7 мая 1921 — 8 июня 1929 — назначен секретарём Священной Конгрегации чрезвычайных церковных дел);
- монсеньор Альфредо Оттавиани — (7 июня 1929 — 19 декабря 1935 — назначен асессором Священной Конгрегации Священной Канцелярии);
- монсеньор Доменико Тардини — (19 декабря 1935 — 16 декабря 1937 — назначен секретарём Священной Конгрегации чрезвычайных церковных дел и Папской Комиссии по делам России);
- монсеньор Джованни Баттиста Монтини — (13 декабря 1937 — 17 февраля 1953 — назначен архиепископом Милана);
- архиепископ Анджело Делл’Акква — (17 февраля 1953 — 29 июня 1967 — возведён в достоинство кардинала-священника);
- архиепископ Джованни Бенелли — (29 июня 1967 — 3 июня 1977 — назначен архиепископом Флоренции);
- архиепископ Джузеппе Каприо — (14 июня 1977 — 28 апреля 1979 — назначен про-председателем Администрации церковного имущества Святого Престола);
- архиепископ Эдуардо Мартинес Сомало (5 мая 1979 — 23 марта 1988 — назначен префектом Конгрегации богослужения и дисциплины таинств);
- архиепископ Эдвард Кассиди — (23 марта 1988 — 12 декабря 1989 — назначен председателем Папского Совета по содействию христианскому единству);
- архиепископ Джованни Баттиста Ре — (12 декабря 1989 — 16 сентября 2000 — назначен префектом Конгрегации по делам епископов);
- архиепископ Леонардо Сандри — (16 сентября 2000 — 1 июля 2007 — назначен префектом Конгрегации по делам Восточных Церквей);
- архиепископ Фернандо Филони — (1 июля 2007 — 10 мая 2011 — назначен префектом Конгрегации евангелизации народов);
- архиепископ Джованни Анджело Беччу — (10 мая 2011 — 29 июня 2018 — назначен префектом Конгрегации по канонизации святых);
- архиепископ Эдгар Пенья Парра — (15 августа 2018 — по настоящее время).

### Асессоры по общим делам Государственного секретариата Ватикана
- монсеньор Сотеро Санс Вильяльба (1967 — 16 июля 1970 — назначен апостольским нунцием в Чили);
- монсеньор Эдуардо Мартинес Сомало (1970 — 12 ноября 1975 — назначен апостольским нунцием в Колумбии);
- монсеньор Джованни Коппа (19 ноября 1975 — 1 декабря 1979 — назначен делегатом папских представлений);
- монсеньор Джованни Баттиста Ре (1 декабря 1979 — 9 октября 1987 — назначен секретарём Священной Конгрегации по делам епископов);
- монсеньор Крешенцио Сепе (10 октября 1987 — 2 апреля 1992 — назначен секретарём Конгрегации по делам духовенства);
- монсеньор Леонардо Сандри (2 апреля 1992 — 22 июля 1997 — назначен апостольским нунцием в Венесуэле);
- монсеньор Джеймс Майкл Харви (22 июля 1997 — 7 февраля 1998 — назначен префектом Папского Дома);
- монсеньор Педро Лопес Кинтана (7 февраля 1998 — 12 декабря 2002 — назначен апостольским нунцием);
- монсеньор Габриэле Джордано Качча (17 декабря 2002 — 16 июля 2009 — назначен апостольским нунцием в Ливане);
- монсеньор Питер Брайан Уэллс (16 июля 2009 — 9 февраля 2016 — назначен апостольским нунцием в Ботсване и ЮАР);
- монсеньор Паоло Борджа (4 марта 2016 — 3 сентября 2019 — назначен апостольским нунцием в Кот-д’Ивуаре);
- монсеньор Луиджи Альберто Кона (24 октября 2019 — 26 октября 2022);
- монсеньор Роберто Капизи (26 октября 2022 — по настоящее время).